# Trzciniak papirusowy
Trzciniak papirusowy (Acrocephalus rufescens) – gatunek małego ptaka z rodziny trzciniaków (Acrocephalidae). Występuje wyspowo w Afryce Subsaharyjskiej; jego środowiskiem naturalnym są bagna.

## Morfologia
Średnie wymiarydługość ciała: 16–18 cm
masa ciała: samce 23,9 g, samice 21,6 g.

## Podgatunki i zasięg występowania
Wyróżnia się cztery podgatunki A. rufescens:
- A. rufescens senegalensis – Senegal i Gambia.
- A. rufescens rufescens – Ghana do północno-zachodniej Demokratycznej Republiki Konga.
- A. rufescens chadensis – Czad.
- A. rufescens ansorgei – północno-zachodnia Angola, Sudan Południowy i zachodnia Kenia do północno-wschodniej Namibii, północnej Botswany i zachodniego Zimbabwe.

Proponowane podgatunki niloticus (północno-zachodnia Uganda) i foxi (południowo-zachodnia Uganda) uznane za nieodróżnialne od podgatunku ansorgei.

## Status
IUCN uznaje trzciniaka papirusowego za gatunek najmniejszej troski (LC, Least Concern) nieprzerwanie od 1988 roku. Liczebność światowej populacji nie została oszacowana, ale ptak ten opisywany jest jako raczej rzadki, lokalnie pospolity. Ze względu na brak istotnych zagrożeń globalny trend liczebności populacji uznawany jest za stabilny.